# 原田實 (経営学者)
原田 實（はらだ みのる、1930年1月1日 - 2011年11月7日）は、日本の経営情報学者。

## 経歴・人物
山口県出身。1947年福岡県中学修猷館、1949年旧制福岡高等学校文科甲類（第1学年終了）を経て、1955年九州大学経済学部を卒業。1960年同大学大学院経済学研究科博士課程単位取得退学。
1960年4月年西南学院大学商学部専任講師、1963年4月同助教授を経て、1969年4月九州大学経済学部助教授に転じ、1974年6月同教授に就任。経営労務論講座を担当。1988年4月経済学部組織変更に伴い企業管理講座を担当。
1985年4月から1987年3月まで九州大学評議員を務めた。
2011年11月瑞宝中綬章受章。